# Нико више не сања
Нико више не сања је четврти соло албум Жељка Бебека. Албум садржи хитове Синоћ сам пола кафане попио, Жута ружа, обрада песме Да зна зора и Да је среће било. Албум је изашао 1989. године у издању дискографске куће Југотон.

## О албуму
На овом албуму су гостовали Халид Бешлић (вокал у песми Да зна зора), Влатко Стефановски (гитара)… Сниман је у студију Рококо у Бошњацима јануара и фебруара 1989. Праћен је спотовима за песме Синоћ сам пола кафане попио, Да зна зора и Жута ружа.

## Листа песма
| №   | Назив                       | Трајање |  |
| 1.  | Синоћ сам пола кафане попио | 3:47    |  |
| 2.  | Жута ружа                   | 4:05    |  |
| 3.  | Нема шансе да те заволим    | 3:53    |  |
| 4.  | Причају ми за тебе          | 4:02    |  |
| 5.  | Ко ће да ми суди            | 4:18    |  |
| 6.  | Да зна зора                 | 4:18    |  |
| 7.  | Да је среће било            | 3:56    |  |
| 8.  | Бијела птица                | 5:10    |  |
| 9.  | Нико више не сања           | 3:57    |  |
| 10. | Три даљине                  | 3:39    |  |

## Постава
- Аранжман: Никша Братош
- Пратећи вокали: Лејла Трто, Амила Ченгић

## Занимљивости
Гостујући у емисији Мојих 50 на Накси радију, испричао је причу иза хита Синоћ сам пола кафане попио.

## Топ листе
| Листа           | Највиша позиција |
| --------------- | ---------------- |
| Радио ТВ ревија | 3                |

## Обраде
Жута ружа - Imagine (Џон Ленон)